# Clausiliidae
Clausiliidae es una familia de moluscos gasterópodos pulmonados, terrestres y sinistrales.
Con cerca de 1.300[cita requerida] especie recientes y fósiles, esta pertenece a las familias más diversas de gasterópodos terrestres. 
La mayoría de las especies de Clausiliidae tienen una estructura anatómica conocida como clausilio, que permite al caracol cerrar la apertura del caparazón. Debido a esto, el nombre común de estos caracoles en inglés se traduciría como caracoles puerta. 

## Descripción del caparazón

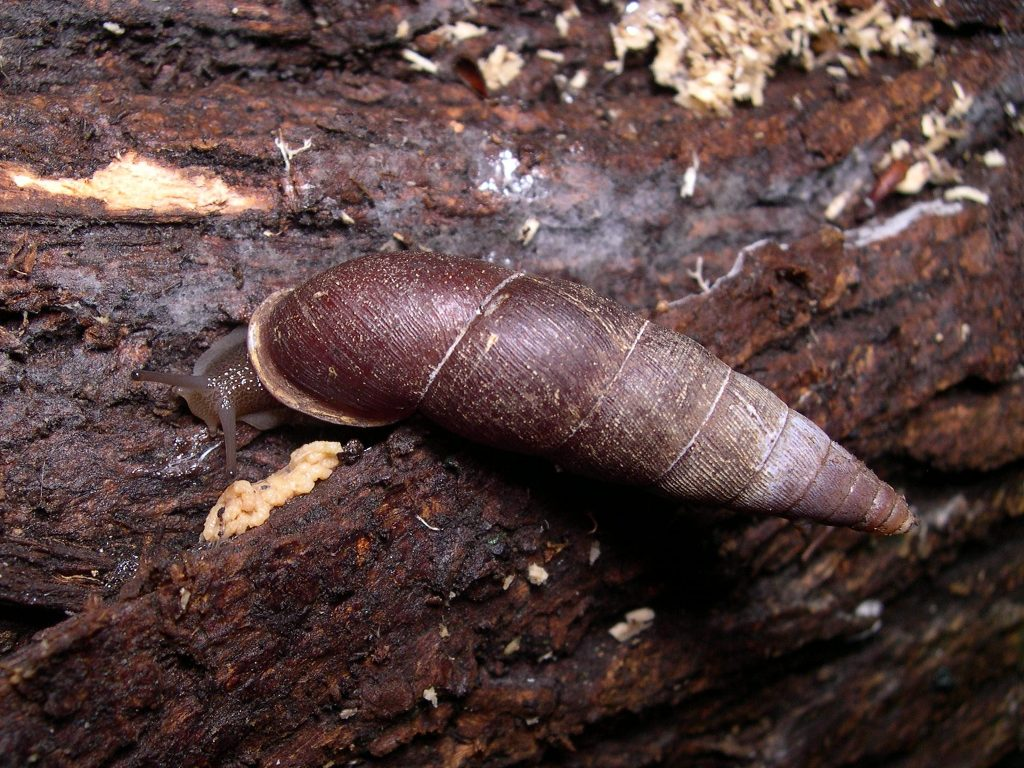
Megalophaedusa martensi es la especie más grande de la familia Clausiliidae en el mundo. El individuo de la fotografía tiene un caparazón de 45,5 mm de largo. El caracol entero pesa 3,2 g vivo.

Casi todas las especies de caracoles de la familia de los caracoles de puerta son sinistrales, lo cual resulta una característica poco común en los caparazones de los gasterópodos en general.
Estos caracoles tienen conchas que son altamente espiraladas, con numerosos verticilos.
Las conchas tienden a tener forma de cachiporra, estrechándose en ambos extremos hasta convertirse en una protuberancia redondeada. La abertura suele tener pliegues visibles.

### El clausilio

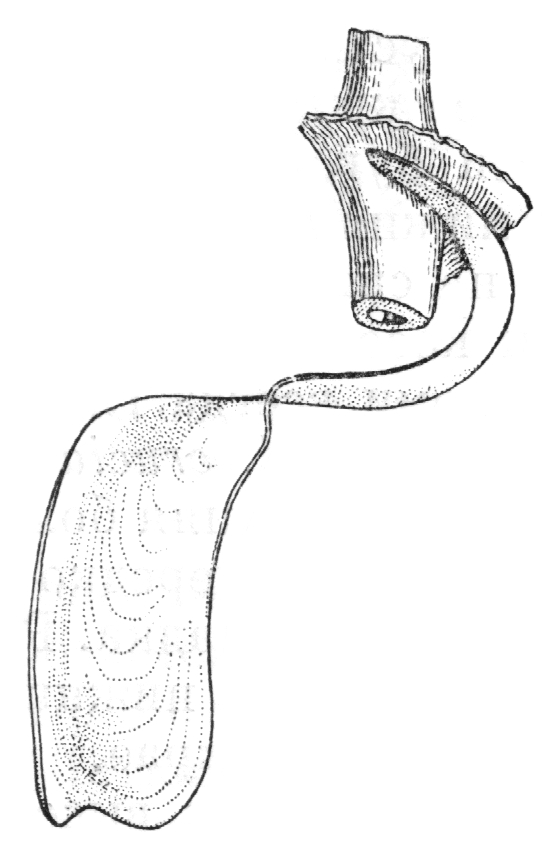
El clausilio de Clausilia dubia

Los clausílidos también son muy inusuales entre los gasterópodos pulmonares, ya que la mayoría de ellos tienen una "puerta" o clausilio. No es lo mismo un clausilio que un opérculo, que no existe en absoluto en los gasterópodos pulmonares.
El clausilio es una estructura calcárea, en forma de lengua o de cuchara, que puede cerrar la abertura del caparazón del caracol para proteger las partes blandas de la depredación de animales como las larvas de escarabajos carnívoros. El extremo angosto del clausilio se desliza en las ranuras que forman los pliegues en el interior de la concha.